# Socialistická republika Chorvatsko
Socialistická republika Chorvatsko (zkráceně SR Chorvatsko; chorvatsky Socijalistička Republika Hrvatska, SR Hrvatska) byla socialistickou republikou, jež byla součástí Socialistické federativní republiky Jugoslávie. Součástí AVNOJské Jugoslávie se země stala v roce 1943. V roce 1990 bylo z názvu republiky vypuštěno adjektivum socialistická. 25. června 1991, resp. 8. října 1991, se stala republika samostatnou jako Republika Chorvatsko.

## Vývoj názvu
- 1945–1946: Federální Chorvatsko jako součást Demokratické federativní Jugoslávie
- 1946–1963: Lidová republika Chorvatsko (event. Chorvatská lidová republika) jako součást Federativní lidové republiky Jugoslávie
- 1963–1990: Socialistická republika Chorvatsko (event. Chorvatská socialistická republika) jako součást Socialistické federativní republiky Jugoslávie
- 1990–1991: Chorvatská republika jako součást Socialistické federativní republiky Jugoslávie

## Historie
Po ustavení prozatímní jugoslávské vlády byla v budově staré radnice ve Splitu ustavena 14. dubna 1945 také první vláda Lidové republiky Chorvatsko, jejímž předsedou se stal Vladimir Bakarić. Volební účast ve volbách do jugoslávského ústavodárného národního shromáždění v listopadu 1945 byla v Chorvatsku 91,78 %, z toho 91,52 % voličů odevzdalo hlas kandidátce Národní fronty. V kontextu vzniku federální ústavy se rozpustilo chorvatské lidové shromáždění, aby uvolnilo místo ústavodárnému saboru, do něhož mimo jiné kandidoval Josip Broz Tito, Vladimir Bakarić nebo Adrija Hebrang. Po přijetí ústavy v roce 1947 začala být budována jednotlivá ministerstva, celý proces byl završen kolem roku 1953.
Po přijetí nové federální ústavy byla v roce 1963 přijata také ústava zakládající Socialistickou republiku Chorvatsko, další – nová – ústava byla přijata v roce 1974.
Předtím, počátkem sedmdesátých let, se v zemi formovalo masové hnutí požadující zpočátku ekonomické a politické reformy. Později hnutí maspok, v jehož vedení stojí také chorvatští komunisté Miko Tripalo a Savka Dabčević-Kučarová, získávali stále silnější nacionalistický charakter. Proces související s maspokem se někdy také nazývá Chorvatské jaro. Přítrž tomuto hnutí byla učiněna koncem roku 1971.
Konec socialistického Chorvatska přinesl 64. ústavní dodatek z 25. července 1990, kdy je z názvu státu vypuštěno adjektivum socialistická. I Chorvatsko bez socialistického přídomku zůstalo v SFRJ do června 1991. Na základě Brionské deklarace však byla účinnost tohoto aktu odsunuta o tři měsíce, po jejichž uplynutí Chorvatsko opět federaci opustilo.

## Politika
Politickou hegemonii v SR Chorvatsko měla do roku 1990 Komunistická strana Chorvatska, respektive Svaz komunistů Chorvatska. V prvních svobodných volbách v roce 1990 zvítězilo Chorvatské demokratické společenství (HDZ).
V čele státu bylo po roce 1974, po vzoru federálního Předsednictva, Předsednictvo SR Chorvatsko. Sedmdesátým prvním dodatkem ústavy v červenci 1990 bylo sice republikové Předsednictvo ponecháno, ale bylo změněno názvosloví členů: v čele Předsednictva nyní stál prezident, zbývající členové byli viceprezidenti.